# Crkva sv. apostola Petra i Pavla u Smiljanu
Crkva sv. apostola Petra i Pavla je pravoslavna crkva u Smiljanu u Hrvatskoj.

## Povijest
Crkva je izgrađena 1765. Posvećena je svetim apostolima Petru i Pavlu. U sastavu je Gornjokarlovačke eparhije Srpske pravoslavne crkve.
Smiljan je sjedište parohije istog imena, koja se sastoji od ličkih sela: Smiljan, Bužim, Karlobag, Bogdanić, Ljutaća, Selište, Ponor i Rasovača.
U parohiji je služio svećenik Milutin Tesla, otac poznatog izumitelja i fizičara Nikole Tesle, koji je rođen u parohijskom dvoru pored crkve. Osim Milutina Tesle među ostalima, svećenik Matija Stijačić, bio je paroh od 1935. godine do 12. travnja 1941. godine, kada su ga ubile ustaše, a crkvu uništili. Obnova crkve započela je 1990. godine. Tijekom i neposredno nakon Domovinskog rata, područje oko crkve bilo je minirano.
Danas se obnovljena crkva nalazi u sklopu Memorijalnoga centra Nikola Tesla.